# Markus Grosskopf
Markus Grosskopf (ur. 21 września 1965 w Hamburgu) – basista i wspólnie z Michaelem Weikathem jedyny członek niemieckiego zespołu power metalowego Helloween grający od początku działalności grupy. Członkowie jego rodziny żyją obecnie m.in. w Kanadzie, USA i Niemczech.

## Poprzednie zespoły
- Traumschiff
- Ironfist
- Easy Livin
- Roland Grapow (The Four Seasons of Life)
- Shockmachine
- Catch the Rainbow
- Avantasia
- Mr. Prouster
- Ferdy Doernberg (Just a Piano and a Handful of Dreams)
- Doc Eisenhauer (Alles I'm Lack)
- Kickhunter
- Bassinvaders